# Сарым, Айдос Амироллаулы
Айдос Амироллаулы Сарым (каз. Айдос Әміроллаұлы Сарым; род. 10 сентября 1975) — казахстанский политический деятель, депутат мажилиса парламента Казахстана VII—VIII созывов (с 2021 года).

## Биография
Происходит из рода алаша племени байулы. В 1997 году окончил Казахский национальный университет имени аль-Фараби по специальности «История».
Опыт работы:
- главный инспектор, советник Главного управления архивами и документацией Республики Казахстан;
- научный сотрудник Казахстанского института стратегических исследований;
- специалист, главный специалист, заведующий отделом департамента внутренней политики, заместитель директора департамента СМИ Министерства культуры, информации и общественного согласия Республики Казахстан;
- директор департамента внутренней политики Атырауской области;
- заведующий сектором Администрации Президента Республики Казахстан;
- пресс-секретарь, советник Демократической партии Казахстана «Ак жол»;
- советник сопредседателя партии «Нагыз Ак жол»;
- заместитель главного редактора газеты «Жас Алаш»;
- руководитель фонда Алтынбека Сарсенбайулы;
- советник директора Национальной библиотеки Республики Казахстан;
- внештатный советник министра общественного развития Республики Казахстан;
- вице-президент Казахстанской ассоциации политических исследований.

С января 2021 года по 19 января 2023 года — депутат мажилиса парламента Казахстана VII созыва по списку партии «Нур Отан» (в 2022 году переименована в партию «Аманат»). В июне 2022 года вошёл в состав Национального курултая при президенте Республики Казахстан.
С 29 марта 2023 года — депутат Мажилиса Парламента Республики Казахстан VIII созыва по партийному списку партии «Аманат».

## Награды
- медаль «За трудовое отличие» (2020)
- медаль «25 лет независимости Республики Казахстан» (2016)
- медаль «20 лет Астане» (2018)
- Медаль «20 лет Ассамблеи народа Казахстана» (2020)
- медаль «25 лет Конституции Республики Казахстан» (2020)